# Teofilacto (exarca)
Teofilacto fue un exarca eunuco de Rávena entre 702 y 710, sucediendo a Juan II Platino.

## Biografía
Teofilacto era un cubiculario bizantino, es decir, un dignatario de la cámara imperial en el Gran Palacio de Constantinopla. Fue enviado a Sicilia entre 698 y 701 por el emperador Tiberio III. Era entonces el strategos del Thema de Sicilia.
De acuerdo con T. S. Brown, la guarnición de Rávena efectuó un atentado contra su vida en 701. Poco después de su promoción al exarcado de Rávena, desde Sicilia marchó a Roma, donde había accedido recientemente al pontificado el papa Juan VI. Se desconocen sus razones para ir a la ciudad, pero su presencia enfureció a los romanos. Los soldados locales le amenazaron, pero Juan logró evitar que la situación degenerara. Esta hostilidad puede deberse a sus responsabilidades en la administración financiera, un tema espinoso en el origen de las tensiones entre Constantinopla e Italia. No obstante, varios de los soldados del exarca fueron atacados.
En 709, el emperador bizantino Justiniano II envió una expedición bajo el mando del patricio Teodoro contra la ciudad de Rávena, posiblemente en represalia por la participación de sus habitantes en la rebelión de 695 contra él. Teodoro, al llegar a Rávena, invitó a todos los principales ciudadanos de la ciudad para asistir a un banquete. Cuando llegaron, fueron capturados y arrastrados con cadenas a bordo de un barco. Rávena fue saqueada, mientras que los prominentes ciudadanos capturados fueron llevados a Constantinopla. Allí, Justiniano los sentenció a muerte a todos, excepto al arzobispo Félix de Rávena, que se le permitió seguir con vida, aunque se le condenó a la ceguera y se le exilió a Crimea.
Aunque Teofilacto aparentemente no fue víctima de la catástrofe, tuvo poco control sobre la situación, y el exarcado se debilitó severamente. Finalmente, Teofilacto fue sucedido como exarca de Rávena por Juan III Rizocopo en 710.